# Орест

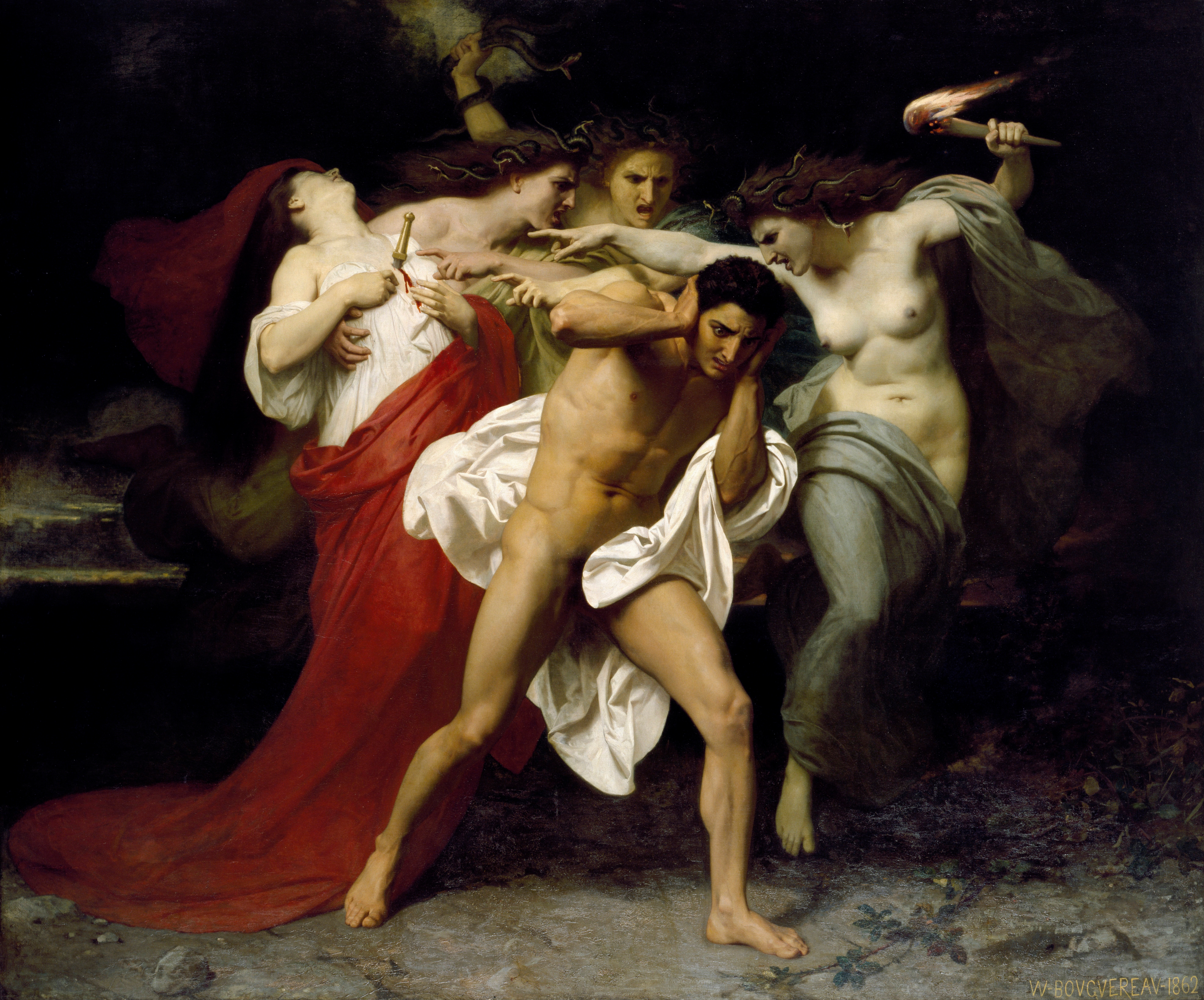
Орестові докори сумління, Адольф Вільям Бугро

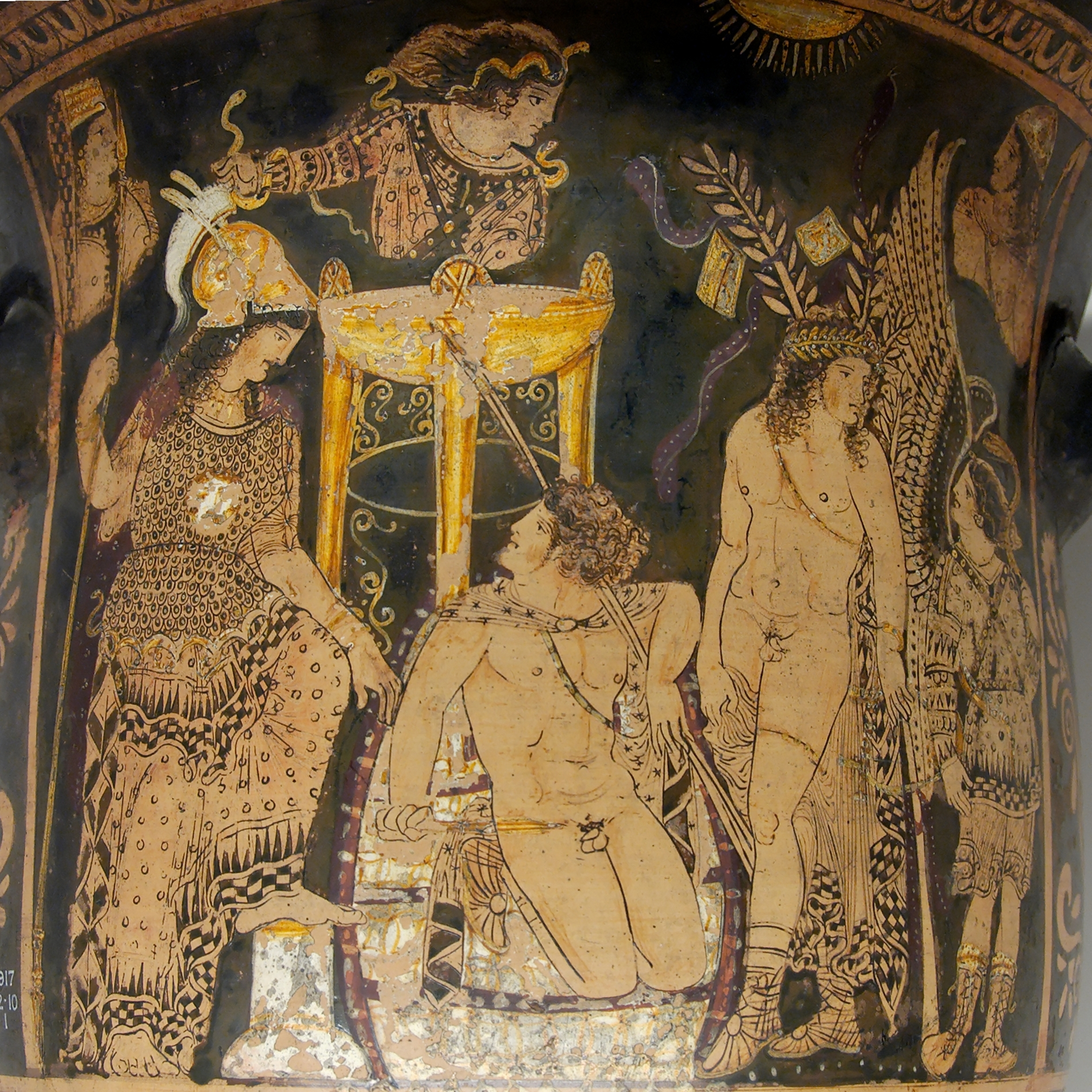
Зображення Ореста в Дельфах на кратері роботи Піфона. Бл. 330 р. до н. е. Британський музей. Лондон

Оре́ст (грец. Ορέστης) — герой давньогрецьких епічних переказів троянського циклу, син Агамемнона і Клітемнестри. Цар Мікен і Аргоса.
Переносно Орест і Пілад — нерозлучні друзі.

## Орест у міфах
За міфами, після смерті батька виховувався в дядька, фокідського царя Строфія. Син Строфія Пілад став вірним другом Ореста, допомагав йому, коли Орест, виконуючи волю Аполлона, помстився Клітемнестрі та її коханцеві Егісту за вбивство Агамемнона. Богині помсти еринії переслідували Ореста за пролиту кров матері. Юнак утік до Афін і сховався в храмі Афіни. На пагорбі Ареса було влаштовано суд, у якому брали участь найшанованіші афінські старійшини (ареопаг). Орест намагався виправдатися тим, що злочин матері подвійний: вона вбила свого чоловіка і батька Ореста. Тому син мусив удатися до кривавої помсти. Еринії звинувачували Ореста в найтяжчому злочині — матеревбивстві, вважаючи, що Клітемнестра не порушила родових законів, оскільки не перебувала в кровному спорідненні з чоловіком, якого вбила. Аполлон захищав Ореста, твердячи, що батько як кровний родич важливіший, ніж мати: дитину створює не мати, а батько, мати лише годувальниця прийнятого насіння.
Клітемнестра пішла на страшний злочин, бо підняла руку на свого чоловіка-господаря. При однаковій кількості голосів за і проти Ореста справу вирішив голос Афіни, яка стала на бік батьківського права. Щоб уласкавити розгніваних ериній, вона встановила в місті культ цих богинь. Відтоді їх стали шанувати в Афінах під іменням евменід (добродумних). 
За однією з версій міфу, до воцаріння Орест здійснив подорож до Тавриди, звідки повернувся сестрою Іфігенією, що вважалася до цього мертвою, і статуєю Артеміди. Після суду Оресту довелося вирушити у далеку подорож. Як повідомляє одна з версій міфу, з вироком ареопагу погодилися не всі еринії. Найзавзятіші з них продовжували переслідувати Ореста; тому він знову вирушив у Дельфи і оголосив перед святилищем Аполлона, що накладе на себе руки, якщо не отримає допомоги. Піфія розповіла принцу, що його нещастя закінчаться, якщо він побуває в Тавриді на північному березі Понта Евксинського і привезе дерев'яну статую Артеміди. Орест відразу ж рушив у дорогу разом із Піладом на 50-весельного кораблі. За іншою версією, Оракул порадив Оресту привезти з Тавриди статую Артеміди, яка вилікує його від докорів сумління. Син Агамемнона вирушив у дорогу із своїм другом Піладом. У Тавриді їх схопила сторожа, закувала в кайдани і привела до жриці Артеміди. Жрицею виявилась сестра Ореста, та сама Іфігенія, яку Артеміда забрала з жертовника в Авліді. Іфігенію мали заколоти на вівтарі, але останній момент Артеміда замінила її ланню і перенесла в Тавриду.
У таврів тоді існував звичай приносити всіх іноземців, які потрапили до їхньої країни, в жертву Артеміді. Орест і Пілад таємно висадилися в Криму і чекали в печері зручного моменту, щоб украсти статую, але місцеві пастухи їх помітили, схопили і привели до свого царя Тоаса. Той наказав відвести їх у святилище, щоб убити на вівтарі. Однак у храмі Пілад і Орест впізнали у верховній жриці Іфігенію, яка, як з'ясувалося, не загинула в Авліді, а була чудово перенесена за море. Іфігенія теж впізнала брата і двоюрідного брата. Разом усі вони вирушили до моря під приводом обмивання статуї, а там сіли на корабель і відпливли на південь. Біля острова Смінфій Тоас їх наздогнав; у сутичці Орест і Пілад перемогли та вбили його. Після цього, згідно з одним варіантом легенди, мандрівники залишили статую на Родосі (туди їх занесло бурею), а по іншим, привезли його в Аттіку, в Браврон.
Згодом Орест убив Неоптолема, щоб одружитися з Герміоною, яка була йому обіцяна, й правив у Мікенах. Він успадкував також владу над Арголідою і Спартою. Помер в Аркадії, але прах його перенесено в Спарту.

## У літературі
Міфи про Ореста використали грецькі трагіки Есхіл, Софокл, Евріпід, у новому європейському письменстві — Расін, Вольтер, Кребільйон, Альфієрі, Сартр, Краєвський. Сюжет «Гамлета» Шекспіра близький до змісту міфа про Ореста.